# 尻怪獣アスラ
『尻怪獣アスラ』（しりかいじゅうアスラ、英題：Rectuma）は、2004年に制作されたアメリカ合衆国のコメディ映画。
ゴジラ・モスラに代表される日本の怪獣特撮映画をパロディした作品で、巨大化した男性の尻がおならで町中を破壊しながら大暴れする様子を描いている。ジャケットデザインは、デザイナーの高橋ヨシキが手掛けている。

## ストーリー
バカンスに来ていたメキシコ・ティフアナにてシリクイウシガエルにお尻をレイプされた郵便局員のヴォルターは、肛門科の医者から前立腺に毒が侵食している事実を告げられる。ヴォルターは日本人の医者ワンサムサキによる日本に伝わる呪術に頼り治療を試みるが、その治療によって尻が緑に光りウォルドーの身体を離れ、尻怪獣アスラに進化した。まず最初に浮気中の妻と浮気相手を殺害、翌日ヴォルターは殺人事件の容疑者として凄腕警官シポーラ刑事に連行されてしまう。しかし警察署内の尋問中に再びアスラがヴォルターの体から分離し、シポーラの同僚の顔目掛けて襲い掛かり警察署から脱走。ロサンゼルスの人々に襲いかかりながら巨大化し、ロサンゼルスのビルを破壊しまくる、事態を重く見たワンサムサキは名だたる怪獣と戦ってきた怪獣退治の専門家タシラを日本から呼び寄せる。ロサンゼルスに到着したタシラはアスラ撃退作戦を開始、自爆テロリストラディーンをアメリカの名をチラつかせ雇用し、アスラ撃退チームに参加させるのだった。タシラが考案したアスラ撃退作戦はこうだ、まず、アスラの肛門目掛けてスティンガーを発射、肛門に吸い込まれていく際にラディーンを特攻させ自爆させる、型破りな作戦だった。果たして人類の命運は、ヴォルターの尻はどうなるのか。

## 登場する怪獣など
アスラ
前立腺の治療の為にワンサムサキによって核収縮棒を挿入されたヴォルドーの尻が、ヴォルドーが放射能を中和する為の塩水による浣腸を怠った事によって怪獣化したもの。尻の分子構造が放射能によって変化した結果、緑色に発光して放屁が止まらなくなる事に始まり、やがてヴォルドーの体から分離するようになった。最初はヴォルドーが敵意を抱いた相手を襲うに止まり、襲い終わった後はヴォルドーの体に戻っていたが、やがて自分が尻であり追われている事を自覚し、ヴォルドーから離反。恐怖と怒りを増長させ、最終的にはゴジラなみの大きさにまで巨大化した。
等身大時には肛門を相手の顔に押し付け、糞を擦り付けて窒息死させていた。また、窓やドアを自力で開けるほどの知能も持っている。巨大化後は巨体による破壊活動の他、人間を肛門内に吸い込んで殺害するようになった。予告編では、必殺技は「殺人爆風おなら」、嫌いなことは「パンツを履くこと」とされていたが、本編中にこれらを示す描写はない。
シリクイウシガエル
メキシコに生息するウシガエルの一種。非常に強い性欲を持っており、眠っている人間を見つけると後ろから近づき、その尻をレイプする習性がある。レイプされた場合、シリクイウシガエルの粘液に侵食された前立腺が野球ボールほどの大きさまで肥大化し、治療を受けないと数日で死に至るという。
スクロトン
エピローグに登場した怪獣。続編に登場するとされている。尻の移植手術を行った後、ヴォルドーが睾丸を塩水につけて核エネルギーを放散させる事を怠ったため、睾丸が突然変異を起こして誕生した。
タシラが戦った怪獣
かつてタシラが戦った相手としてワンサムサキが言及した怪獣たち。ゴジラやモスラ、ラドン、アントラーといった日本の特撮作品に登場する怪獣のほか、ロジラ、クリケドロ、ラゼラ、タスラ、トチーシラ、シュメグマラといった「映画化されていない」怪獣の名前が挙げられている。